# خصية هاجرة
الخصية المعلقة أو الخصية الهاجرة أو الخصية غير النازلة أو الخصية المنكمشة أو خفاء الخصية (بالإنجليزية: Cryptorchidism)‏ هو اختفاء إحدى الخصيتين أو كلاهما من كيس الصفن و وجودهما في الحوض الذكري، ويعتبر هذا الخلل من أشهر العيوب الولادية في الجهاز التناسلي الذكري.
تصل نسبة الإصابة بهذه الحالة إلى 3% عند الرضع الذين ولدوا بعد أن قضوا فترة الحمل كاملة، وإلى 30% عندالأطفال الخدج، وبنسبة 1% لدى الأطفال الذين أتموا عامهم الأول.
حالة الخصية المعلقة تختلف عن أحادية الخصي وهي الحالة التي يمتلك بها المصاب خصية واحدة فقط.
تختلف الخصية الهاجرة عن أحادية الخصية، وهي حالة وجود خصية واحدة فقط. على الرغم من أن الحالة قد تحدث على أحد الجانبين أو كليهما، لكنها تؤثر بشكل شائع على الخصية اليمنى.
قد تتوضع الخصية الغائبة من كيس الصفن الطبيعي:
1. في أي مكان على طول «طريق الهبوط» من أعلى البطن (خلف الصفاق)، أسفل الكلى مباشرةً، إلى الحلقة الإربية.
2. في القناة الإربية.
3. في مكان غير معتاد، «ابتعدت» عن طريق الهبوط، عادةً خارج القناة الإربية وأحيانًا تحت جلد الفخذ أو العجان أو كيس الصفن المقابل أو القناة الفخذية.
4. غير متطورة (نقص تنسج) أو غير طبيعية (خلل تكون).
5. غير موجودة (انعدام الخصية).

تكون نحو ثلثي الحالات التي لا تتضمن تشوهات أخرى من جانب واحد؛ يشمل معظم الثلث الآخر كل من الخصيتين. في 90% من الحالات، يمكن الشعور بالخصية المعلقة في القناة الإربية. في قسم صغير من الحالات، يمكن العثور على الخصية المفقودة في البطن أو تبدو وكأنها غير موجودة (مخفية بالفعل).
ترتبط حالة الخصية المعلقة بانخفاض الخصوبة، وزيادة خطر الإصابة بأورام الخلايا الجنسية الخصوية، والمشاكل النفسية أثناء نمو الطفل. تعد الخصى المعلقة أيضًا أكثر عرضة للإصابة بانفتال الخصية (والاحتشاء اللاحق) والفتق الإربي. بدون تدخل، عادةً ما تهبط الخصية المعلقة خلال السنة الأولى من الحياة، ولكن لتقليل هذه المخاطر، يمكن إنزال الخصيتين المعلقتين إلى كيس الصفن في مرحلة الطفولة عن طريق إجراء عملية جراحية تسمى تثبيت الخصية.
تدل الخصية الهاجرة في جميع الحالات تقريبًا على غياب خلقي أو سوء النزول، إلا أنه باستطاعة الخصية الملاحظة في الصفن في مرحلة الرضاعة المبكرة في بعض الحالات «الصعود» (العودة إلى الأعلى) ودخول النفق الإربي. تُوصف الخصية القابلة للتحرك بسرعة أو المتحركة بين الصفن والنفق بأنها قابلة للانكماش.
تشكُّل الخصية الهاجرة والإحليل التحتي وسرطان الخصية وسوء جودة المني، المتلازمة المعروفة بمتلازمة خلل التكون الخصوي.

## العلامات والأعراض

### العقم
أُصيب كثير من الرجال المولودين بخصيتين معلقتين بضعف خصوبة، حتى بعد خضوعهم لعملية تثبيت الخصية في مرحلة الطفولة. كانت نسبة ضعف الخصوبة الناجمة عن الخصية الهاجرة أحادية الجانب مبهمة، إذ وصل معدل العقم المُبلغ عنه لنحو 10%، مقارنةً بنسبة بلغت 6% أبلغت عنها الدراسة نفسها حول عامة السكان من الرجال البالغين.
كانت نسب ضعف الخصوبة بعد عملية تثبيت الخصية المطبقة على الخصية الهاجرة ثنائية الجانب أكثر وضوحًا، وبلغت نحو 38 %، أي ستة أضعاف نسبة الدراسة التي طُبقت على عامة السكان. إن أساس التوصية العالمية بالجراحة المبكرة هو البحث الذي يظهر تدهور النسيج المكون للنطاف وتناقص عدد النطاف بعد السنة الثانية من الحياة في حالة الخصية الهاجرة. ما زال أثر تثبيت الخصية في وقت مبكر على هذه العملية غير واضح.

### خطر السرطان
إحدى أهم النقاط التي تؤيد إجراء عملية تثبيت الخصية في وقت مبكر هي الحد من خطر الإصابة بسرطان الخصية. أُصيب نحو واحد من كل 500 رجل وُلدوا بحالة خصية هاجرة أحادية أو ثنائية الجانب بسرطان الخصية، أي تزيد هذه الحالة من خطر الإصابة بنسبة 4-40 ضعفًا. تحدث حالات الذروة في العقدين الثالث والرابع من العمر. يكون الخطر أكبر بالنسبة للخصيتين المتوضعتين داخل البطن وأقل إلى حد ما بالنسبة للخصيتين الإربيتين، ولكن حتى الخصية الهابطة لدى الرجل الذي تكون خصيته الأخرى هاجرة تزيد خطر الإصابة بالسرطان بنسبة 20% مقارنةً بالرجال الآخرين.

### عواقب نفسية
تهدف مجموعة صغيرة من الأبحاث حول الخصية الهاجرة إلى معرفة ما إذا كانت هذه الحالة يمكن أن تسبب مشاكل نفسية دائمة. تشمل هذه الأبحاث عددًا قليلًا من تقارير الإصابة بهذه الحالة ودراسات صغيرة. تنطوي هذه الأبحاث أيضًا على مشاكل منهجية خطيرة. إذ لا يمكن التحكم بالمتغيرات الرئيسية تمامًا، مثل التركيب البدني الصغير للعديد من الأولاد المصابين بالخصية الهاجرة، والآثار النفسية للجراحة التصحيحية.

## الأسباب
لا يمكن العثور على سبب في معظم الأولاد الصغار الذين يعانون من الخصى الهاجرة دون أي تشوهات أخرى في الأعضاء التناسلية، ما يجعل هذا الخلل خلقيًا شائعًا غير منتظم وغير مفسر (مجهول السبب). قد يؤدي مزيج من العوامل الوراثية وصحة الأم الحامل والعوامل البيئية الأخرى إلى اضطرابات في الهرمونات والتغيرات الجسدية التي تؤثر على تطور الخصيتين.
- قد يولد الأطفال الذين وُلدوا مبكرًا جدًا قبل هبوط الخصيتين. يعد انخفاض الوزن عند الولادة أيضًا عاملًا شائعًا.[5]
- اقتُرح دور مساهم لمواد كيميائية بيئية تسمى مسببات اضطراب الغدد الصم التي تتداخل مع توازن هرمونات الجنين الطبيعي. ذكر مركز مايو كلينك أن «تعرض الوالدين لبعض المبيدات» يعد عامل خطر شائع.[5][6]
- قد تشمل عوامل الخطر الاستهلاك المنتظم للكحول أثناء الحمل (في حال تناول خمسة مشروبات أو أكثر أسبوعيًا، يزداد احتمال الإصابة بالخصى الهاجرة بنحو ثلاثة أضعاف، مقارنةً بأطفال الأمهات اللواتي لا يتناولن الكحول.)[7] يعد تدخين السجائر أيضًا أحد عوامل الخطر المعروفة.[5]
- تاريخ عائلي من الخصى المعلقة أو غيرها من مشاكل تطور الأعضاء التناسلية.[5]
- تحدث الخصية الهاجرة بمعدل أعلى بكثير في عدد كبير من متلازمات التشوه الخلقي. من بين المتلازمات الأكثر شيوعًا متلازمة داون[5] ومتلازمة برادر-ويلي ومتلازمة نونان.
- في الإخصاب في المختبر، تبين أن استخدام الأم لمستحضرات التجميل وحالة وما قبل الإرجاج هي عوامل خطر للإصابة بالخصية الهاجرة.[8]

## العلاج
الإدارة الأولية للخصية الهاجرة هي الانتظار مع المراقبة، ويرجع ذلك إلى احتمال الشفاء الذاتي الكبير. عندما لا يحدث ذلك، تكون عملية تثبيت الخصية فعالة إذا لم تتعلق الخصيتين الإربيتين بعد 4-6 أشهر. غالبًا تُجرى الجراحة من قبل طبيب المسالك البولية لدى الأطفال أو جراح أطفال، لكن في العديد من المجتمعات يجريها طبيب المسالك البولية أو الجراح العام.
عندما تكون الخصية المعلقة في القناة الإربية، يمكن اللجوء إلى العلاج الهرموني الذي يكون فعالًا جدًا في بعض الأحيان. العلاج الهرموني الأكثر شيوعًا هو موجهة الغدد التناسلية المشيمية البشرية. تُعطى مجموعة من حقن موجهة الغدد التناسلية المشيمية البشرية (10 حقن على مدى خمسة أسابيع هي الجرعة الأكثر شيوعًا) ويُعاد تقييم حالة الخصية/الخصيتين في النهاية. على الرغم من نشر العديد من التجارب، لكن تتراوح معدلات النجاح المُبلغ عنها على نطاق واسع، من 5% إلى 50%، وهذا غالبًا ما يعكس المعايير المتباينة للتمييز بين الخصى القابلة للسحب والخصى الإربية المنخفضة. للعلاج بالهرمونات فوائد عرضية تتمثل في السماح بتأكيد استجابة خلية لايديغ (التي تُثبت بارتفاع التستوستيرون عند نهاية الحقن) أو إحداث نمو إضافي للقضيب الصغير (عبر ارتفاع التستوستيرون). أبلغ بعض الجراحين عن تسهيل العملية الجراحية، ربما عن طريق زيادة حجم الأنسجة والأوعية الدموية أو شفائها. العلاج الهرموني الأحدث المستخدم في أوروبا هو نظائر للهرمون المطلق لموجهة الغدد التناسلية مثل نافاريلين أو بوسريلين، إذ تتشابه معدلات النجاح وآلية العمل المفترضة مع موجهة الغدد التناسلية المشيمية البشرية، لكن جمع بعض الجراحين بين العلاجين وأبلغوا عن معدلات نجاح أعلى. تشير أدلة محدودة إلى أن عدد الخلايا الجنسية كان أكثر قليلًا بعد العلاج الهرموني. لم يُحدد ما إذا كان هذا يعني عددًا أكبر من النطاف ومعدلات خصوبة أعلى عند البلوغ. تكون تكلفة أي من أنواع العلاج الهرموني أقل من تكلفة الجراحة وتكون فرص حدوث مضاعفات ضئيلة بالجرعات المناسبة. ومع ذلك، على الرغم من المزايا المحتملة لتجربة العلاج الهرموني، لا يعتبر العديد من الجراحين أن معدلات النجاح مرتفعة بما يكفي لأن تستحق العناء، لأن الجراحة نفسها عادةً ما تكون بسيطة وغير معقدة.